# Casa da Moeda do Governo da Índia, Mumbai
A Casa da Moeda do Governo da Índia, Mumbai é uma das quatro casas da moeda da Índia, situada na cidade de Bombaim. A casa foi fundada em 1829 pelo então governador da Presidência de Bombaim. A casa da moeda fica em frente ao Reserve Bank of India na área de Fort do sul de Mumbai .
Além de moedas, a casa da moeda produz medalhas e é um centro de emissão de lingotes de ouro. A instituição possui um departamento que faz pesos e medidas oficiais, como pesos métricos, capacidade e medidas lineares para governos estaduais, laboratórios e o Bureau of Indian Standards.
As moedas cunhadas na Casa da Moeda de Mumbai frequentemente apresentam como marca um pequeno ponto circular ou em formato de losango. 

## Moedas cunhadas na Casa da Moeda de Mumbai

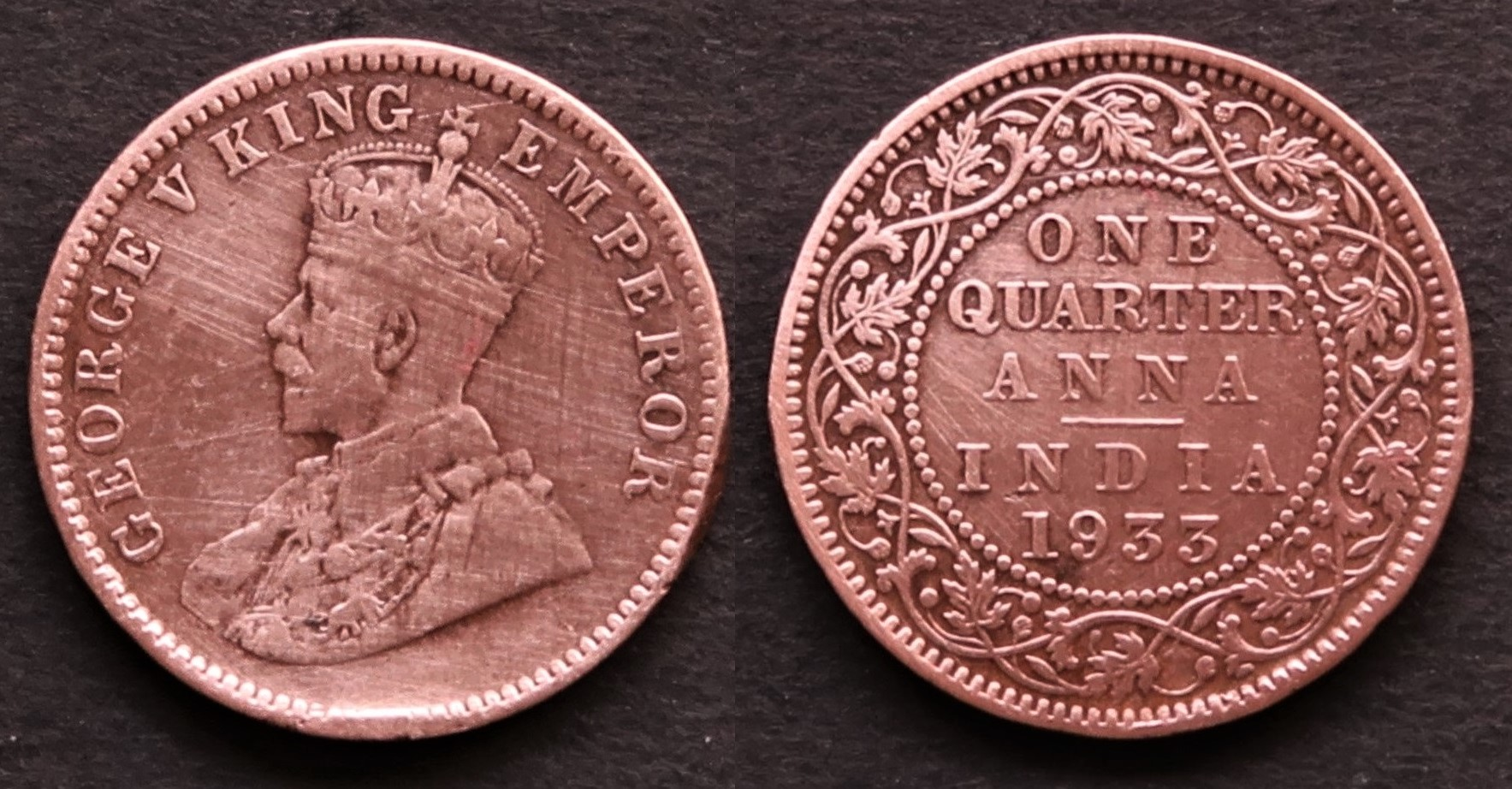
One quarter anna de 1933 com George V no anverso e valor de face, país e ano no reverso
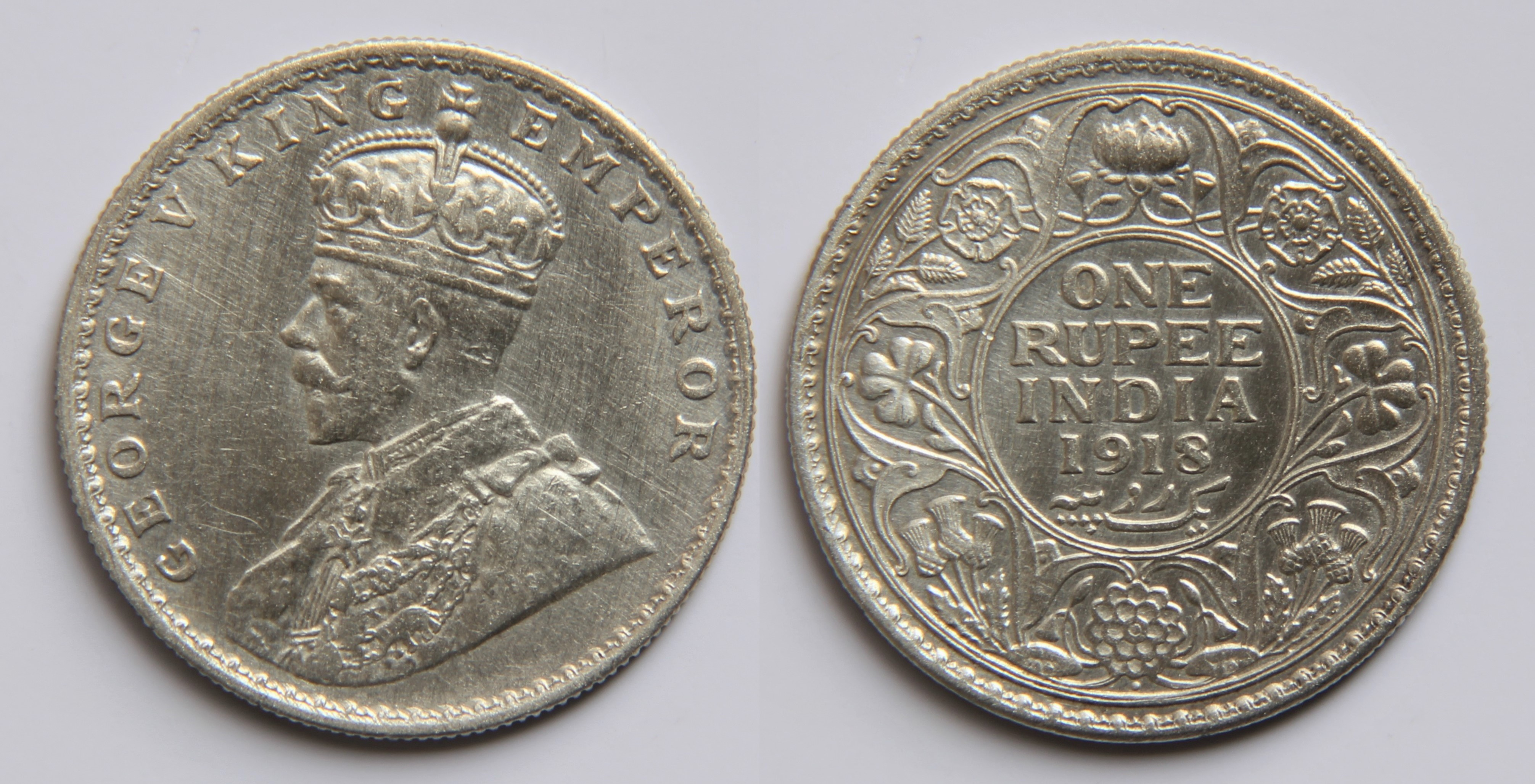
Rupia de 1918 com George V no anverso e valor de face, país e data no verso
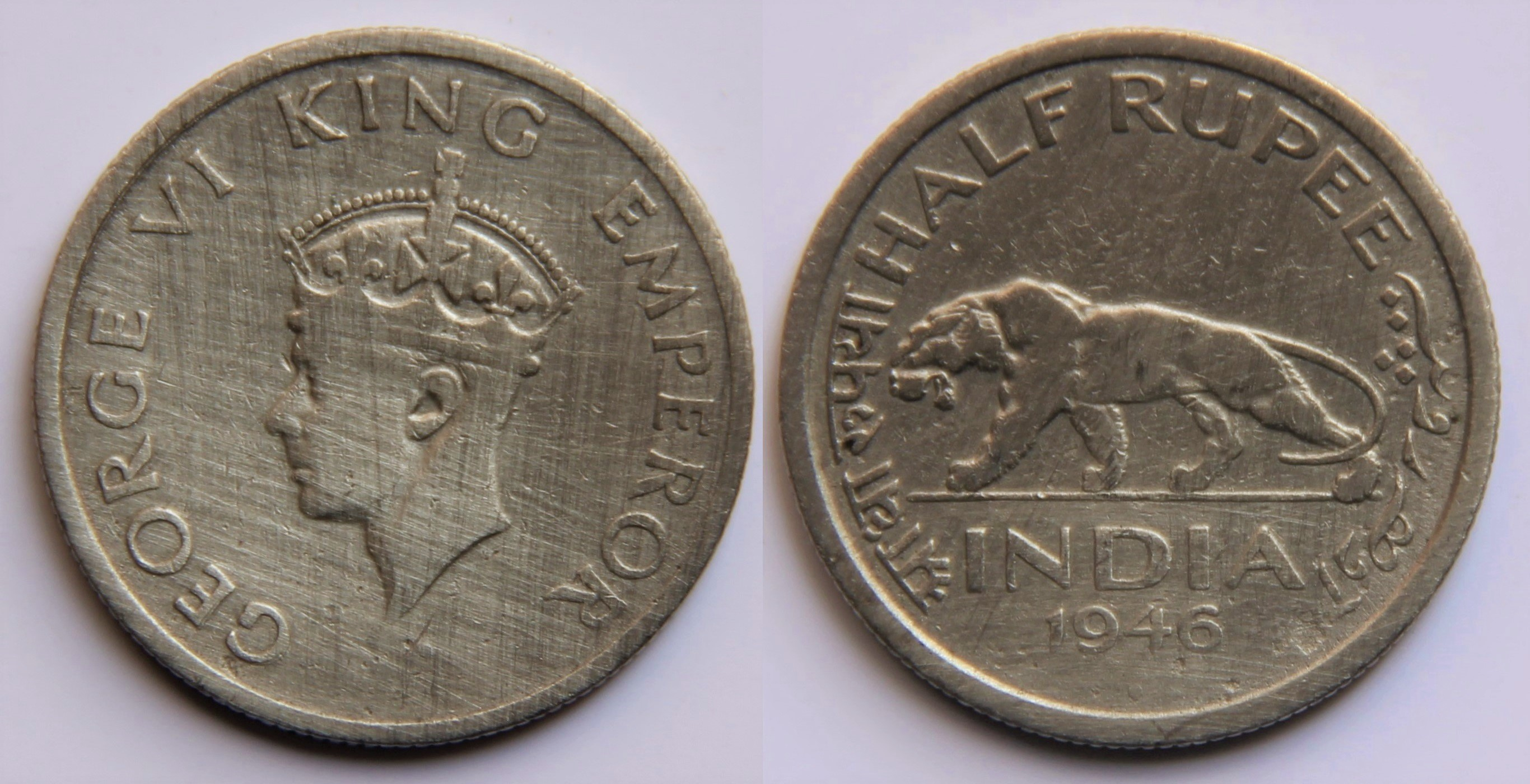
Meia rupia de 1946 com George VI no anverso e tigre-de-bengala, ano e país no reverso
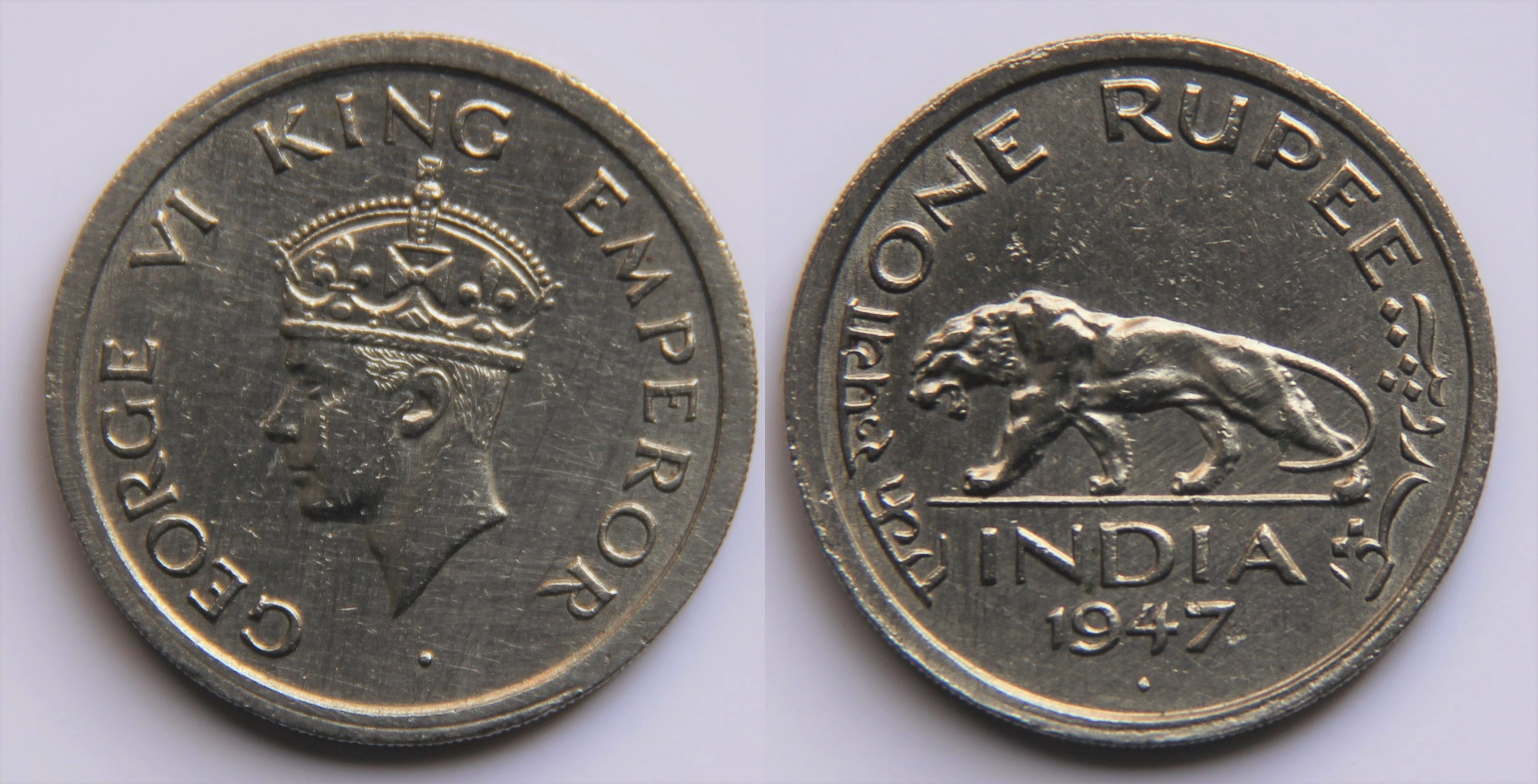
Rupia de 1947 com George VI no anverso e tigre-de-bengala, ano e país no reverso